# Serapias parviflora
La serapide minore (Serapias parviflora Parl., 1837) è una pianta appartenente alla famiglia delle Orchidacee.

## Descrizione

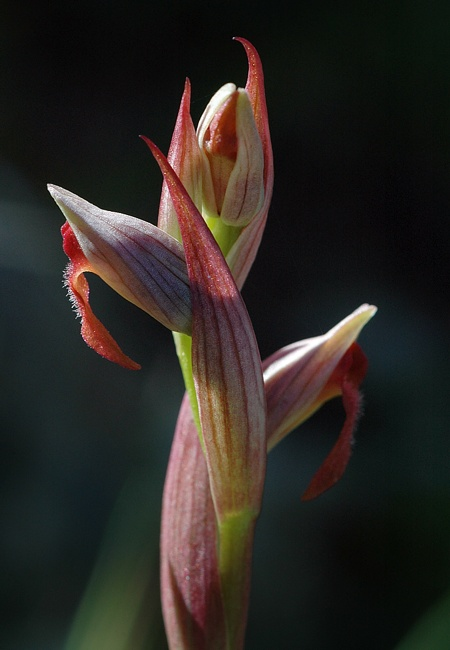

È una specie che, rispetto alle altre del genere Serapias, presenta i fiori più piccoli e i pollinii incoerenti sin dai bottoni fiorali; carattere quest'ultimo responsabile dell'autogamia di questa entità.
Pianta alta 20–30 cm,  con foglie lanceolate-lineari e carenate.
L'infiorescenza, lassa e pauciflora, porta da 4 a 8 fiori.
Il labello, rosso-brunastro, è trilobato; ipochilo provvisto alla base di due callosità parallele e rossastre; epichilo lanceolato-acuminato di colore rosso scuro e peloso al centro.
Il ginostemio è stretto, bruno-rossastro; i pollinii sono di colore giallo.
Epoca di fioritura: da marzo a maggio.

## Biologia
Può riprodursi grazie all'impollinazione entomofila o per cleistogamia, una forma di autoimpollinazione che ha luogo prima ancora dell'apertura del fiore.

## Distribuzione e habitat
Specie a distribuzione steno-mediterranea, è diffusa dalla penisola iberica e dal Nord Africa sino alla Turchia e a Cipro; presente anche nelle isole Canarie.
In Italia è comune nelle regioni meridionali e in Sicilia e Sardegna, più rara nel resto della penisola ove è presente sul versante tirrenico sino alla Liguria e su quello adriatico sino alle Marche.
Cresce su prati umidi, garighe, radure delle macchine, dal livello del mare fino a 1200 m di altitudine. Predilige i terreni calcarei.

## Tassonomia
S. parviflora fa parte della sezione Bilamellaria, raggruppamento del genere Serapias caratterizzato da callosità basale divisa in due parti divergenti; la sezione comprende a sua volta due gruppi: il gruppo Serapias parviflora e il gruppo Serapias vomeracea. Le specie di questa sezione hanno tutte numero cromosomico 2n=36.

### Ibridi
S. parviflora può dar luogo ad ibridi interspecifici:
- Serapias × broeckii A.Camus, Rivièra Sci (1926) (S. parviflora × S. vomeracea)
- Serapias × rainei E.G. Camus (S. cordigera × S. parviflora)
- Serapias × todaroi Tineo (1817) (S. lingua × S. parviflora)

Sono documentati anche ibridi intergenerici con specie del genere Anacamptis:
- × Serapicamptis andaluciana (B.Baumann & H.Baumann) H.Kretzschmar, Eccarius & H.Dietr., 2007 (A. coriophora × S. parviflora)
- × Serapicamptis nelsoniana (Bianco & al.) J.M.H.Shaw, 2005 (A. collina × S. parviflora)

### Specie simili
Altre specie del gruppo Serapias parviflora sono:
- Serapias nurrica Corrias, 1982
- Serapias politisii Renz, 1928